# Sigmund Theophil Staden
Sigmund Theophil (o Gottlieb) Stader (Kulmbach, 6 novembre 1607 – Norimberga, 30 luglio 1655) è stato un organista e compositore tedesco.

## Biografia
Figlio di Johann Staden, organista e compositore, Sigmund Theofil nacque nel 1607. Apprese dal padre e dello strumentista Jakob Paumann i primi rudimenti di musica e poi andò a studiare prima ad Augusta, nel 1620, e poi a Berlino, nel 1626. L'anno successivo è citato fra i suonatori del complesso municipale di fiati della città di Norimberga. Nel 1635 divenne organista nella chiesa di San Lorenzo della medesima città, carica che mantenne per il resto della vita.

## Opere
Poche delle sue composizioni sono giunte fino al XXI secolo. La principale è Geistliches Waldgedicht oder Freudenspiel, genannt Seelewig, il primo singspiel conservatosi, composto ed andato in scena nel 1644 a Norimberga con il libretto di Georg Philipp Harsdorffer. Compose anche altri pezzi teatrali, musiche per balletti, pezzi religiosi e canti profani.
Molte sue opere, come ad esempio la collezione Seelen-Music del 1644-1648, divennero popolari solo dopo la sua morte. Stader, inoltre, lasciò anche alcuni testi didattici, come Rudimentum musicum del 1636 e la raccolta di canti Seelen nusik trostreicher Lieder, del 1644.
Gli oratori Aufferstehung Jesu Christi, Engel-und Drachen-Streit e Weyhnacht-Liedt der heiligen Geburt Jesu Christ ebbero la prima nel 1644, Herodes der Kindermörder e Der leidenden Christus nel 1645 e Der seligmachenden Geburt Jesu Christi nel 1650.